# Balanites wilsoniana
Balanites wilsoniana is een plantensoort uit het geslacht Balanites, behorend tot de familie Zygophyllaceae. Het is een groenblijvende boom met een onregelmatige kroon. De boom kan 30 tot 40 meter hoog worden. De stam is soms stekelig, vaak met hoge wortellijsten die omhoog gaan als gedraaide ribbels. De soort staat op de Rode Lijst van de IUCN geklasseerd als 'niet bedreigd'.
De soort komt voor van in tropisch West-Afrika tot in Oeganda en Mozambique. Hij maakt daar deel uit van de boomlaag in semi-bladverliezende en groenblijvende regenwouden, vochtige bossen en in rivierdalen. De boom groeit op kleirijke ondergronden, op hoogtes tot 1200 meter.
De boom wordt in het wild geoogst voor lokaal gebruik. De zaden bevatten een olie die wordt gebruikt om te koken. Verder wordt van deze olie ook een helende en verzachtende zalf gemaakt. De bast van de boom bevat grote hoeveelheden geurige gom. Dit wordt vaak verzameld om er een cosmetisch middel van te maken. De gom wordt gedroogd en vervolgens vermalen tot een poeder. Dit poeder wordt gemengd met een beetje water om een pommade te maken die aangebracht wordt op de nek of onder de oksels. Daarnaast wordt het hout voor verschillende doeleinden gebruikt, waaronder voor palen, houtsnijwerk en gebruiksvoorwerpen, maar ook voor brandstof en houtskool.